# Протестантизм в Пакистане
Протестантизм в Пакистане — крупнейшее направление христианства в стране. По данным энциклопедии «Религии мира» Дж. Г. Мелтона в 2000 году в Пакистане насчитывалось 1 796 000 протестантов (1,2 % населения). При этом, протестанты представляют самую быстрорастущую религиозную группу в стране; по данным того же источника к 2025 году в Пакистане будет 3,7 млн протестантов.

## История
По преданию, первым христианским проповедником на территории современного Пакистана был апостол Фома. Позже, христианство распространяли здесь несториане. Португальцы основали первые католические церкви в прибрежных районах в начале XVI века.
Первыми протестантскими миссионерами в Пакистане были американские пресвитериане преподобный Джон Лоури (1808—1900) и его жена, прибывшие в страну в 1834 году. По прибытии в страну, миссис Лоури скоропостижно скончалась, а Джон Лоури начал проповедь в Пенджабе среди сикхов. В течение последующих лет к нему присоединились Джон Ньютон (1810—1891), Чарльз Форман (1821—1894), и Эндрю Гордон (1828—1887), открывшие христианскую миссию в Лахоре в 1849 году. Там же в Лахоре был открыт университет, носящий сегодня имя Формана. Усилия миссионеров в конечном счёте привели к созданию Пресвитерианской церкви Пакистана. С 1856 года в стране действовала отдельная пресвитерианская община, поддерживаемая Церковью Шотландии. К 1915 году в стране было 25 тыс. пресвитериан.
В 1850 году к пресвитерианам присоединились миссионеры англиканского Церковного миссионерского сообщества. Их деятельность, проходившая при поддержки колониальных властей и Церкви Англии, широко распространилась по всей территории современного Пакистана. В 1877 году была образована епархия Лахора, в 1927 году она вошла в состав Церкви Индии, Пакистана, Бирмы и Цейлона.
В 1873 году в Пакистан прибыли американские миссионеры из Объединённой методистской церкви США. Первоначально, проповедь методистов была направлена на проживающих в стране иностранцев. С начала XX века методисты заметно активизировали проповедь среди местного населения, что привело к бурному росту методистской общины. В 1902 году в Пакистане было 15 тыс. методистов.
Лютеранские проповедники, связанные с Церковью Дании, начали служение на северо-западе страны в 1903 году. Служение лютеран было усилено за счёт помощи норвежских, финских и американских миссий. В 1955 году различные лютеранские общины были объединены в один союз.
С 1883 года на территории современного Пакистана действует Армия Спасения. В 1917 году в страну прибыли адвентисты седьмого дня.
Помимо проповеди христианства, пакистанские протестанты занимались широкой социальной и гуманитарной деятельностью — открывали общеобразовательные школы, больницы и поликлиники, детские дома.
В 1968 году методистский епископ Хобарт Бауманн Амстутц начал работу по объединению протестантских общин. 1 ноября 1970 года большинство англикан, лютеран, методистов и часть пресвитериан подписали договор об объединении в Церковь Пакистана. В 1993 году часть пресвитерианских общин вышла из объединения, воссоединилась с независимыми пресвитерианами и создала Пресвитерианскую церковь Пакистана.

## Современное положение
В настоящее время в стране действует ок. 50 протестантских союзов и деноминаций. Крупнейшей протестантской церковью является Церковь Пакистана, объединяющая 800 тыс. верующих. Пресвитерианская церковь Пакистана насчитывает 340 приходов и примерно 400 тыс. верующих. Ассоциация реформаторских пресвитерианских церквей в Пакистане объединяет 150 тыс. верующих.
Среди других церковных союзов можно отметить Армию Спасения (57 тыс. верующих, 650 центров), Национальную методистскую церковь Пакистана (38 тыс. верующих в 214 общинах), лютеранскую Датскую патанскую миссию, Веслиянскую церковь (ок. 10 тыс.), Церковь назарян (ок. 10 тыс.), Англиканскую ортодоксальную церковь (другое название — Епископальная церковь Пакистана). Адвентисты седьмого дня сообщают о 122 церквах и 12,4 тыс. членов. Баптисты объединены в Баптистское библейское братство (6 общин, 3 тыс. верующих) и Баптистскую конвенцию (14 общин, 1 тыс. верующих).
Растущую группу пакистанских протестантов составляют пятидесятники. Крупнейшей пятидесятнической деноминацией являются Ассамблеи Бога в Пакистане. Объединённая пятидесятническая церковь Пакистана (филиал Объединённой международной пятидесятнической церкви) объединяет свыше 87 тыс. взрослых, крещённых членов. Пятидесятническая церковь Полного Евангелия (с 1943 года) насчитывает 60 общин, 45 тыс. прихожан, из которых 14 тыс. — крещённые члены церкви. Церковь Бога действует в стране с 1977 года и насчитывает 14 тыс. верующих в 70 общинах. Апостольская церковь Пакистана (с 1989 года) включает в себя 80 общин из 9 тыс. верующих. Церковь Бога пророчеств сообщает о 28 церквах и 1 тыс. членов. В стране растёт число домашних пятидесятнических церквей, привлекающих в свои ряды городских мигрантов.
Традиционные протестантские деноминации Пакистана объединены в Национальный совет церквей Пакистана, который является филиалом Всемирного совета церквей. Более консервативные церкви и общины евангельских христиан входят в Евангелическое братство Пакистана, связанное со Всемирным евангельским братством. Другими формами межденоминационного сотрудничества являются Библейское общество Пакистана (создано в 1863 году), Студенческое христианское движение, ассоциация женщин-христианок и др.
Этнически большинство пакистанских протестантов — пенджабцы. Среди протестантов преобладают сельские жители, при этом значительное число из них живёт за чертой бедности. Из Пакистана неоднократно поступают сообщения о притеснении христиан.